# Sylvia Rivera
Sylvia Rae Rivera, född 2 juli 1951, död 19 februari 2002, var en banbrytande amerikansk gay- och transaktivist, och dragqueen. Hon var en av grundarna av både Gay Liberation Front och Gay Activists Alliance. Tillsammans med sin nära vän Marsha P. Johnson, grundade Rivera S.T.A.R. (Street Transvestite Action Revolutionaries) och öppnade ett härbärge för hemlösa transungdomar.

## Biografi
Rivera föddes i New York och växte upp med sin mormor. Hennes pappa övergav familjen tidigt, och mamman begick självmord när Rivera var tre år. Riveras mamma var från Venezuela, och hennes pappa, José Rivera härstammade från Puerto Rico. När Rivera började använda smink som 11-åring kastade hennes mormor ut henne, och hon växte upp som gatubarn och prostituerad.
Sylvia Rae Rivera har sedan 1970-talet presenterats som en av förgrundsgestalterna vid Stonewallupproret, 27 juni 1969. Uppgifterna har ifrågasatts av David Carter, en historiker som specialiserat sig på upproret.
I samband med Christopher Street Day Parade 1973 höll Rivera ett tal i Washington Square Park, där hon anklagade gayrörelsen för att vara exkluderande, rasistisk och transfobisk.
Från mitten av 1970-talet till början av 1990-talet lämnade hon New York och bodde i det lilla samhället Tarrytown, New York. Hon var nedslagen över situationen för transpersoner och arbetade med lokala dragshower och aktiviteter i samband med prideveckan.
Under större delen av sitt liv kämpade Rivera för fattiga, transpersoners, hemlösa queerungdomars och icke-vitas rättigheter i samhället.
Rivera dog i New York 2002, av levercancer.

## Eftermäle
Idag hyllas Sylvia Rivera som en pionjär och förebild i kampen för trans- och HBTQ+-rättigheter, särskilt för sitt arbete med att lyfta de mest marginaliserade grupperna. 
Organisationen Sylvia Rivera Law Project, som ger juridisk assistans till låginkomsttagare och icke-vita som är transgender och intersex, är döpt till minne av Rivera.
2005 döptes hörnet av Christopher och Hudson street till "Sylvia Rivera Way".
I januari 2007 hade en musikal baserad på Riveras liv, Sylvia So Far, premiär i New York.
2015 introducerades ett porträtt av Rivera till National Portrait Gallery i Washington, vilket gjorde Rivera till den första transgenderaktivisten som presenteras i galleriet.